# Альфред Дан Мусса
Альфред Дан Мусса (фр. Alfred Dan Moussa; нар. 1955) — івуарійський журналіст.

## Кар'єра
З серпня 2008 року Дан Мусса є президентом Міжнародної спілки франкомовної преси. Він обійняв цю посаду у 2007 році, змінивши на цій посаді Ерве Буржа, колишнього президента Міжнародного радіо Франції.